# Оренбургский радиотелецентр РТРС
Оренбургский радиотелевизионный передающий центр (филиал РТРС «Оренбургский ОРТПЦ») — подразделение Российской телевизионной и радиовещательной сети (РТРС), основной оператор цифрового и аналогового эфирного теле- и радиовещания Оренбургской области, основной исполнитель мероприятий по строительству цифровой эфирной телесети в Оренбургской области в соответствии с федеральной целевой программой «Развитие телерадиовещания в Российской Федерации на 2009—2018 годы».
Филиал обеспечивает более 98 % населения Оренбургской области 20-ю бесплатными цифровыми эфирными телеканалами: «Первый канал», «Россия-1», «Матч ТВ», НТВ, «Пятый канал», «Культура», «Россия-24», «Карусель», «Общественное телевидение России», «ТВ Центр», «РЕН ТВ», «Спас», СТС, «Домашний», «ТВ-3», «Пятница», «Звезда», «Мир», ТНТ, «Муз-ТВ» и радиостанциями: «Маяк», «Радио России», «Вести ФМ». До перехода на цифровое эфирное телевидение жители большинства населенных пунктов, за исключением Оренбурга, могли принимать только от одного до трех телеканалов.

## История
В 1919 году в Оренбурге построена первая радиостанция для радиотелеграфной сети на длинных волнах.
Первая широковещательная радиостанция в Оренбурге начала работу 2 марта 1927 года.
«Алло, говорит Оренбург на волне 640 метров. Делаем пробную работу», — зазвучал голос начальника станции Цирилинского в эфире 2 марта 1927 года.
В 1929 году в Оренбурге был установлен средневолновый передатчик, а с 1939 года началось развитие радиовещания по проводам.
В послевоенные годы, в 1946 году заработал радиопередатчик мощностью 5 кВт, транслирующий радиосигнал не только в Оренбургской области, но и в Актюбинской и Уральской.
В Оренбургской области впервые телевидение появилось в 1958 году в Орске. Местные студенты самостоятельно собрали передающее оборудование, установили в степи на ближайшей горе и вели трансляцию трижды в неделю — по средам, субботам и воскресеньям.
Оренбургская телемачта построена в 1960 году и по виду напоминает корабельную мачту. Высота мачты составляет 200 м. Она входит в двадцатку самых высоких телебашен России. Это самое высокое сооружение Оренбурга. Распространяет эфирный цифровой сигнал в радиусе 50 км.
27 сентября 1961 года состоялась первая трансляция оренбургской студии телевидения. До 1967 года вещание было непродолжительным — чуть более двух часов в сутки.
В ноябре 1964 года началось телевизионное вещание в Бузулуке.
1 апреля 1965 года началось УКВ-вещание на метровых волнах в Оренбурге.
В Орске современный телецентр построен в 1965 году, а первая трансляция всесоюзных программ телевидения началась 11 июня 1967 года.
В 1972 году было построено новое техническое здание радиотелецентра в Оренбурге. В том же году впервые началась трансляция телевизионной картинки в цвете.
В 1973 году Оренбургский радиотелецентр организовал трансляцию второй программы центрального телевидения в Оренбурге.
В 1974 году в Ясном введен в эксплуатацию первый телевизионный передатчик.
В 1975 году телевидение пришло в Бугуруслан.
29 апреля 1979 года Оренбургский радиотелецентр запустил телевещание в Кувандыке.
Радиостанция «Маяк» начала вещание в Оренбурге в 1981 году.
В 1982 году Оренбургский радиотелецентр установил средневолновые передатчики «Радио России» на северо-западе области в Бугуруслане, Матвеевке и Плешаново.
В 1991 году Оренбургский радиотелецентр организовал вещание казахской программы «Шалкар» для Актюбинской и Кустанайской областей на коротких волнах.
В 1997 году в Оренбурге введена в эксплуатацию региональная радиостанция «Меновой двор».
1 октября 2002 года Оренбургский радиотелецентр вошел в состав РТРС как филиал РТРС «Оренбургский ОРТПЦ».

## Деятельность
3 декабря 2009 года постановлением Правительства России № 985 утверждена федеральная целевая программа «Развитие телерадиовещания в Российской Федерации на 2009—2018 годы», которая определила этапы и сроки совершения перехода страны на цифровые технологии в телевещании.
7 мая 2013 года, в профессиональный праздник работников отрасли связи День радио, началось вещание первого мультиплекса в Оренбурге.
29 мая 2014 года Оренбургский радиотелецентр провел тестовый запуск трансляции первого мультиплекса цифрового эфирного телевидения на последнем объекте сети цифрового эфирного телевидения в Оренбургской области.
2 октября 2014 года в Оренбурге, Орске и Бузулуке официально запущена трансляция второго мультиплекса цифрового эфирного телевидения.
28 сентября 2017 года Оренбургский радиотелецентр запустил региональное вещание на каналах «Россия 1», «Россия 24» и «Радио России» в первом мультиплексе цифрового эфирного телевидения.
В 2018 году Оренбургский радиотелецентр после ремонта и покраски украсил телевизионную мачту в Оренбурге подсветкой.
27 декабря 2018 года завершилось строительство сети второго мультиплекса цифрового эфирного телевидения в Оренбургской области. Введены в эксплуатацию передатчики двух мультиплексов цифрового эфирного телевидения на 103 объектах оренбургского филиала РТРС.
14 октября 2019 года Оренбургская область полностью перешла на цифровое телевещание общедоступных федеральных телеканалов, аналоговый сигнал был отключён.
29 ноября 2019 года оренбургский филиал РТРС начал цифровую трансляцию программ телеканала «ОРТ-Планета» в сетке вещания телеканала ОТР в первом мультиплексе цифрового эфирного телевидения.
22 июля 2021 года завершена модернизация сети радиовещания ВГТРК в Оренбургской области. В 2020 году запущены в эксплуатацию 25 объектов вещания «Радио России». 23 декабря 2020 года в Орске начата трансляция FM-вещания «Маяка» и «Вести FM». В июле 2021 году модернизация завершилась запуском трансляции «Радио России» в Сладково, Бузулуке, Новосултангулово, Саракташе и Сорочинске

## Организация вещания
РТРС транслирует в Оренбургской области:
- 20 телеканалов и три радиостанции в цифровом формате;
- Два телеканала и четыре радиостанции в аналоговом формате[36][37][38].

Инфраструктура эфирного телерадиовещания оренбургского филиала РТРС включает:
- Областной радиотелецентр;
- Три производственных цеха, в состав которых входят восемь аварийно-профилактических групп и одна радиотелепередающая станция;
- Центр формирования мультиплексов;
- 112 передающих станций;
- 114 антенно-мачтовых сооружений (АМС);
- 211 приемных земных спутниковых станций[41].

## Архитектурно-художественное освещение телевизионной мачты Оренбурга
Телевизионная мачта высотой 200 метров в Оренбурге была оснащена новой архитектурно-художественной системой освещения осенью 2022 года. Во всемирный день телевидения, 21-го ноября 2022 года губернатор Оренбургской области Денис Паслер и заместитель генерального директора РТРС Виктор Горегляд запустили новую архитектурно-художественную подсветку телевизионной мачты в Оренбурге. В этот день город впервые увидел самое высокое световое шоу в Оренбурге. Проект архитектурно-художественной подсветки был выполнен с применением самых современных технологий, с использованием в качестве светового элемента светодиодных пикселей. Яркие тематические сценарии появляются включаются на телевизионной мачте к праздничным и знаменательным датам.

## Награды
В 2020 году двое сотрудников оренбургского филиала РТРС указом Президента России удостоены государственных наград за вклад в реализацию проекта по переходу на цифровое телевещание. Директор Алексей Михеев и инженер Евгений Михайленко были награждены медалью ордена «За заслуги перед Отечеством II степени».